# Royce Gracie
Royce Gracie (* 12. Dezember 1966 in Rio de Janeiro, Brasilien) ist ein brasilianischer Brazilian Jiu-Jitsu und MMA-Kampfsportler sowie Schauspieler. Internationale Bekanntheit außerhalb des Brazilian Jiu-Jitsu erlangte Gracie durch seine drei Turniersiege bei der UFC in den 1990er Jahren und dem bisher längsten Kampf in der modernen MMA-Geschichte gegen Kazushi Sakuraba beim Pride Grand Prix 2000 am 1. Mai 2000. Der Kampf dauerte 90 Minuten. 

## Biographie
Royce Gracie ist der Sohn von Hélio Gracie. Als Mitglied der Gracie Familie, welche zahlreiche Brazilian Jiu-Jitsu-Turniere in Brasilien dominierte, begann Royce Gracie das BJJ-Training bereits im Alter von 8 und bekam mit 18 Jahren den schwarzen Gürtel verliehen.
Zu dem UFC-Turnier mit Vertretern aus verschiedenen Kampfsportarten im Jahre 1993 sollte eigentlich sein älterer Bruder Rickson Gracie antreten. Jedoch entschied sich Rorion Gracie für Royce Gracie als Repräsentant des Gracie-Jiu-Jitsu, da Royce nur 80 Kilogramm wog und somit am deutlichsten eine angebliche Dominanz durch reine Technik der Gracies aufzeigen könne. Royce Gracie gewann das Turnier im November 1993 überraschend gegen Gegner aus höheren Gewichtsklassen (wie z. B. Ken Shamrock). In der Folgezeit gewann er 1994 auch die Turniere UFC 2 und UFC 4. Bei dem Turnier UFC 3, ebenfalls im Jahr 1994, gab Gracie wegen Erschöpfung und einer Schulterverletzung zu Beginn des 2. Kampfes auf.
Nach einer längeren MMA-Kampfpause wurde Gracie 2000 nach Japan von der Organisation Pride FC eingeladen. Dort sollte er gegen Kazushi Sakuraba antreten, der zuvor überraschend bereits Royler Gracie zur Aufgabe zwang. Für den Kampf wurde kein Zeitlimit gesetzt. Sakuraba gewann nach 90 Minuten, da Gracie wegen eines gebrochenen Beins aufgeben musste.
Gracie war ab nun nur noch sporadisch im MMA aktiv. 2006 wurde er erneut in die UFC für einen Kampf gegen den Titelträger im Weltergewicht, Matt Hughes, eingeladen und verlor den Kampf in der ersten Runde. 2007 gab es einen Rückkampf gegen Sakuraba in den USA, jedoch erhielt der Rückkampf weit weniger Medienaufmerksamkeit als noch das Debüt. Gracie gewann nach Punkten. Bei dem Dopingtest der Athletenkommission wurden Spuren vom anabolen Steroid Nandrolon in Gracies Proben gefunden und Gracie suspendiert.

## MMA-Statistik
| Ergebnis   | Profi-Rekord | Gegner                                        | Datum             | Veranstaltung                                   | Methode                        | Runde | Zeit  |
| ---------- | ------------ | --------------------------------------------- | ----------------- | ----------------------------------------------- | ------------------------------ | ----- | ----- |
| Sieg       | 1-0          | Art Jimmerson                                 | 12. November 1993 | UFC 1: The Beginning                            | Aufgabe (Smother Choke)        | 1     | 2:18  |
| Sieg       | 2-0          | „The World's most dangerous Man“ Ken Shamrock | 12. November 1993 | UFC 1: The Beginning                            | Aufgabe (Rear-naked Choke)     | 1     | 0:57  |
| Sieg       | 3-0          | Gerard Gordeau                                | 12. November 1993 | UFC 1: The Beginning                            | Aufgabe (Rear-naked Choke)     | 1     | 1:44  |
| Sieg       | 4-0          | Minoki Ichihara                               | 11. März 1994     | UFC 2: No Way Out                               | Aufgabe (Lapel Choke)          | 1     | 5:08  |
| Sieg       | 5-0          | Jason DeLucia                                 | 11. März 1994     | UFC 2: No Way Out                               | Aufgabe (Armlock)              | 1     | 1:07  |
| Sieg       | 6-0          | Remco „Grizzly“ Pardoel                       | 11. März 1994     | UFC 2: No Way Out                               | Aufgabe (Lapel Choke)          | 1     | 1:31  |
| Sieg       | 7-0          | Patrick Smith                                 | 11. März 1994     | UFC 2: No Way Out                               | TKO (Schläge)                  | 1     | 1:17  |
| Sieg       | 8-0          | Kimo Leopoldo                                 | 9. September 1994 | UFC 3: The American Dream                       | Aufgabe (Armlock)              | 1     | 4:40  |
| Sieg       | 9-0          | „Black Dragon“ Ron van Clief                  | 16. Dezember 1994 | UFC 4: Revenge of the Warriors                  | Aufgabe (Rear-naked Choke)     | 1     | 3:59  |
| Sieg       | 10-0         | „The Giant Killer“ Keith Heckney              | 16. Dezember 1994 | UFC 4: Revenge of the Warriors                  | Aufgabe (Armlock)              | 1     | 5:32  |
| Sieg       | 11-0         | "The Beast" Dan Severn                        | 16. Dezember 1994 | UFC 4: Revenge of the Warriors                  | Aufgabe (Triangle Choke)       | 1     | 15:49 |
| No Contest | 11-0-1       | „The World's most dangerous Man“ Ken Shamrock | 7. April 1995     | UFC 5 - The Return of the Beast                 | Zeitlimit                      | 1     | 36:00 |
| Sieg       | 12-0-1       | Nobuhiko Takada                               | 30. Januar 2000   | Pride FC - Pride Grand Prix 2000: Opening Round | Punktentscheidung (einstimmig) | 1     | 15:00 |
| Niederlage | 12-1-1       | „The Gracie Hunter“ Kazushi Sakuraba          | 1. Mai 2000       | Pride FC - Pride Grand Prix 2000: Finals        | TKO (Aufgabe des Teams)        | 6     | 15:00 |
| No Contest | 12-0-2       | Hidehiko Yoshida                              | 31. Dezember 2003 | Pride FC - Shockwave 2003                       | Zeitlimit                      | 2     | 10:00 |
| Sieg       | 13-1-2       | / „Akebono“ Chad Rowan                        | 31. Dezember 2004 | K-1 Premium 2004 - Dynamite!!!                  | Aufgabe (Wrist Lock)           | 1     | 2:13  |
| No Contest | 13-1-3       | Hideo Tokoro                                  | 31. Dezember 2005 | K-1 Premium 2005 - Dynamite!!!                  | Zeitlimit                      | 2     | 10:00 |
| Niederlage | 13-2-3       | Matt Hughes                                   | 27. Mai 2006      | UFC 60 - Hughes vs. Gracie                      | TKO (Schläge)                  | 1     | 4:39  |
| Sieg       | 14-2-3       | „The Gracie Hunter“ Kazushi Sakuraba          | 2. Juni 2007      | K-1 - HERO's Dynamite!! USA                     | Punktentscheidung (einstimmig) | 3     | 5:00  |
| Sieg       | 15-2-3       | „The World's most dangerous Man“ Ken Shamrock | 19. Februar 2016  | Bellator 149 - Shamrock vs. Gracie              | TKO (Knie & Schläge)           | 1     | 2:22  |

## Filmographie
- 2010: Vale Todo
- 2015: The Scorpion King 4 – Der verlorene Thron (The Scorpion King: The Lost Throne)